# Бихів (місто)
Би́хів, або Бихов (раніше — Старий Бихів, біл. Быхаў пол. Bychów) — місто в Білорусі, адміністративний центр Бихівського району Могильовської області.

## Історія
Бихів колись знала вся Європа. Саме тут знаходилася одна з найкращих ливарень («людвісарень») XVI—XVIII століть, де майстри найвищого рівня виготовляли гармати, ядра, кулі та багато іншого, без чого в середні століття в Європі жити було просто неможливо. При ливарній гарматний майстерні перебувала і знаменита Бихівська збройова школа.
Бихів — районний центр області, місто на правому березі Дніпра. Відоме як Старий Бихів за документами з XIV століття. Був поселенням литовського князя Свидригайла Ольгердовича (XV століття), магнатів Ходкевичів (XVI століття), Сапігів (XVII — початок XIX століть).
Згадується у переліку руських міст далеких і близьких кінця XIV століття як «київське» місто.
У 1590, 1594 роках в районі Бихіва відбувались антифеодальні повстання, в яких білоруські селяни разом з українськими селянами і козаками виступали проти польсько-шляхетського гніту. Саме тому наприкінці XVI — початку XVII століть гетьман Великого князівства Литовського Ходкевич, а потім Сапіга перетворили Бихів на потужну фортецю — одну з найпотужніших на території Білорусі. Земляні вали, рови, бастіони півкільцем замкнули терени міста, східний бік якого виходив до обривів Дніпра. Центром поселення став Бихівський замок, який розташовувався в головному місці плану, над Дніпром, перед ним простягався великий майдан, по обидва боки якого були розташовані на регулярних засадах житлові квартали. Площа поділяла терени міста на дві частини і була плацом для навчання солдатів гарнізону фортеці. Через площу з півночі на південь пролягла головна вулиця, яка замикається Могильовськими та Рогачевськими в'їзними воротами-брамами.

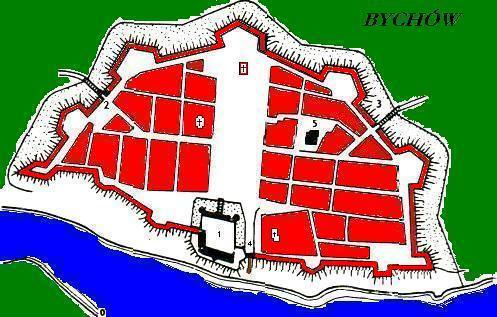
Мапа Бихівської фортеці (XVII століття)

Під час визвольної війни 1648—1654, фортецю штурмували українські та білоруські повстанці, деякий час тут знаходилися в облозі війська Філона Гаркуші (1648), під час російсько-польської війни у 1654—1667 роках — Іван Золотаренко (1655).
У Північну війну 1700—1721 років московська армія окупувала місто, що обороняв Сапіга, союзник шведів.
У 1772 році Бихів приєднаний до Росії.
У XVII—XVIII століттях в місті було лише дві монументальних кам'яних споруди: замок феодала і синагога, всі інші споруди, у тому числі культові, були дерев'яними. Тому не випадково, що в умовах частих облог та пожеж, вони згинули. Збереглися, щоправда, зі значними втратами, тільки замок і синагога. Існуюча православна церква знаходиться віддалік від старих пам'ятників архітектури і не пов'язана з ними архітектурно-планувальною композицією, що пояснюється пізнішим часом її будівництва (XIX століття).

## Економіка

### Транспорт
У місті діють пароплавна пристань на річці Дніпро, залізнична станція Бихів.

### Підприємства
- Овочеконсервний завод.
- Торфорозробки, лісопильні, деревообробні та інші підприємства.

## Особистості
- Філон Гаркуша (? — після 1654) — полковник козацького загону, що діяв на території Білорусі, ймовірно, вважається уродженцем міста, сподвижник Богдана Хмельницького
- Данило Виговський

## Галерея

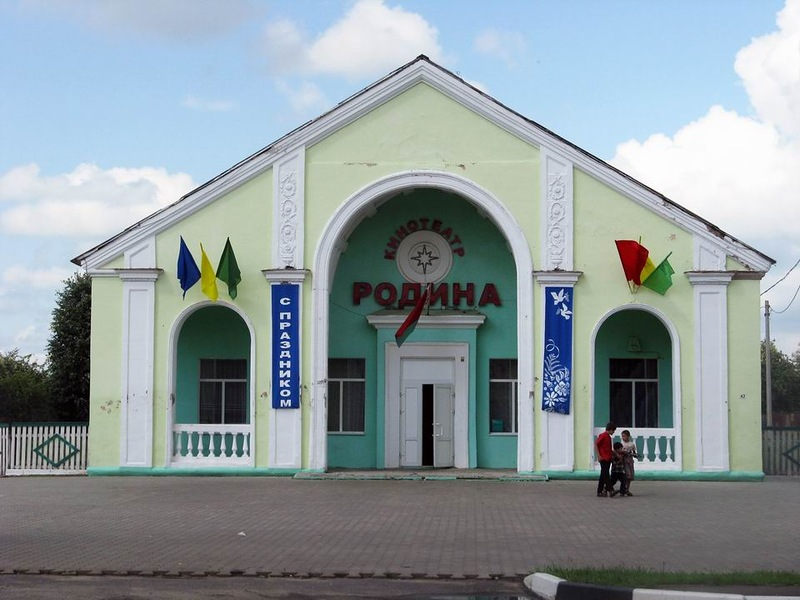
Кінотеатр «Родина»
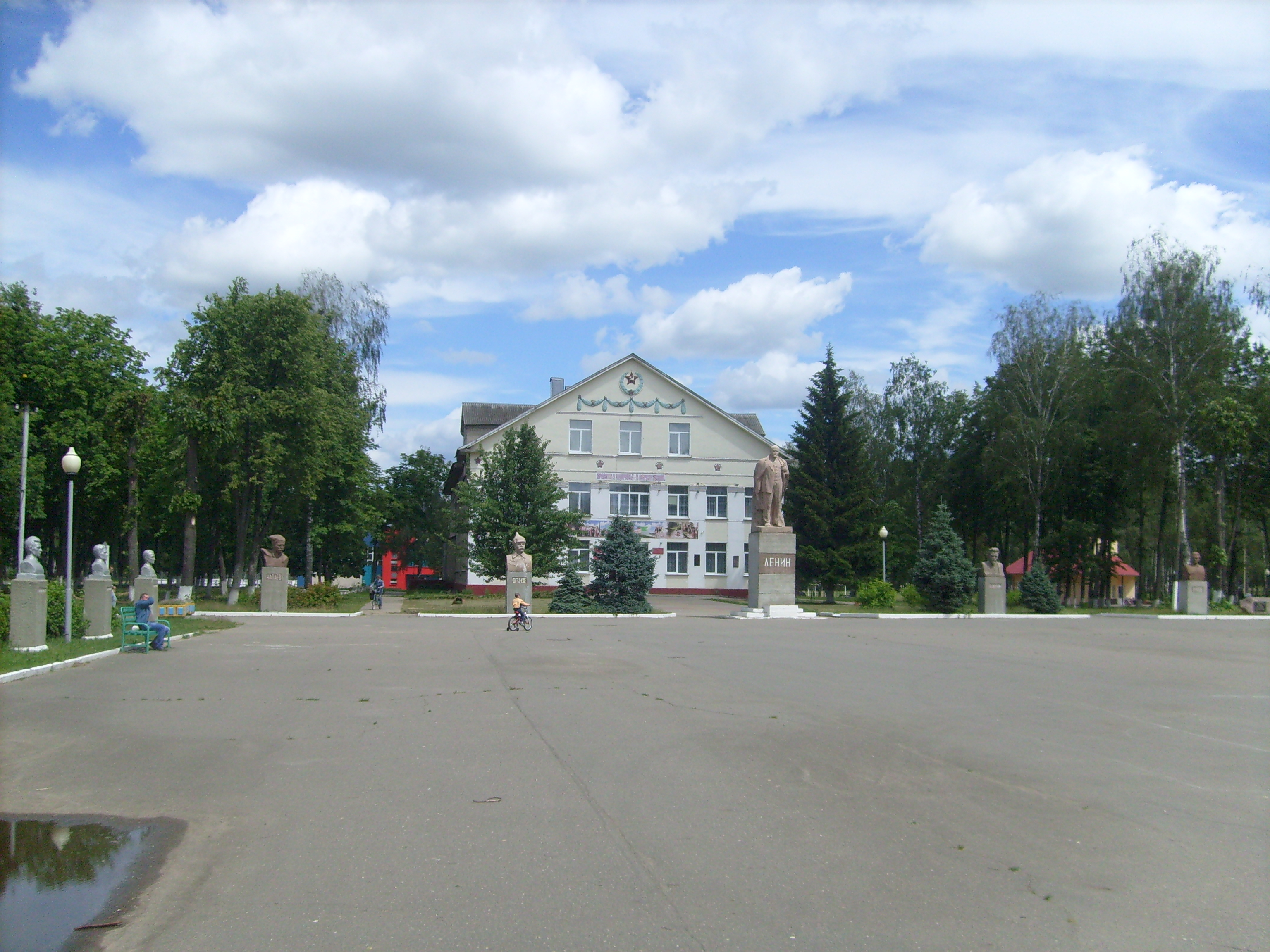
Військове містечко Бихів-1. Будинок офіцерів на площі Героїв
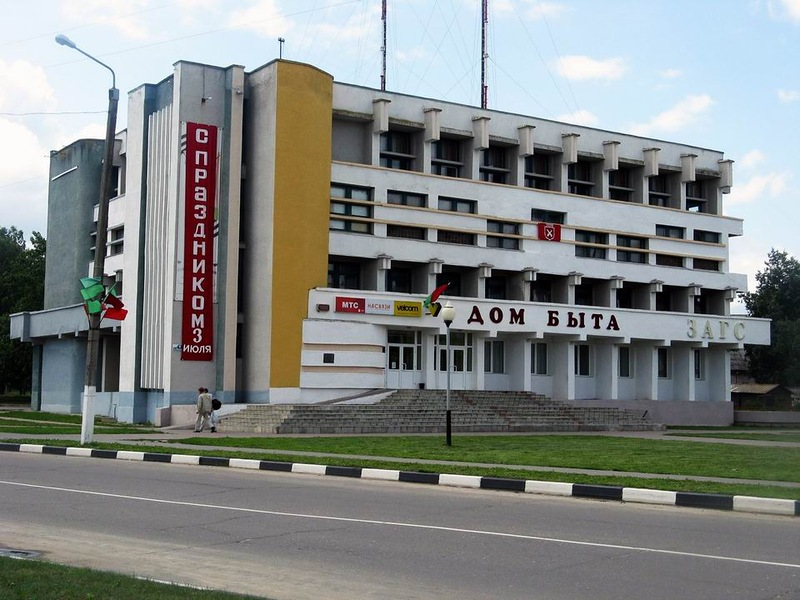
Будинок побуту
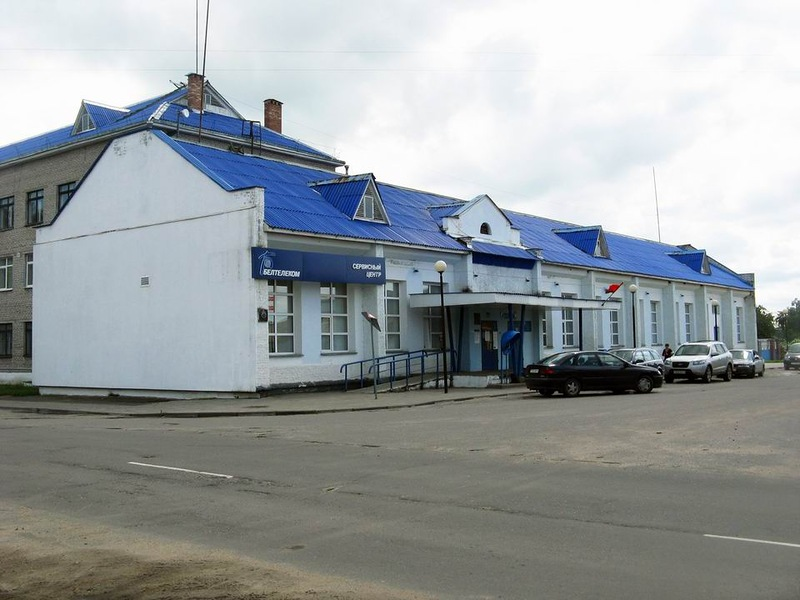
Белтелеком
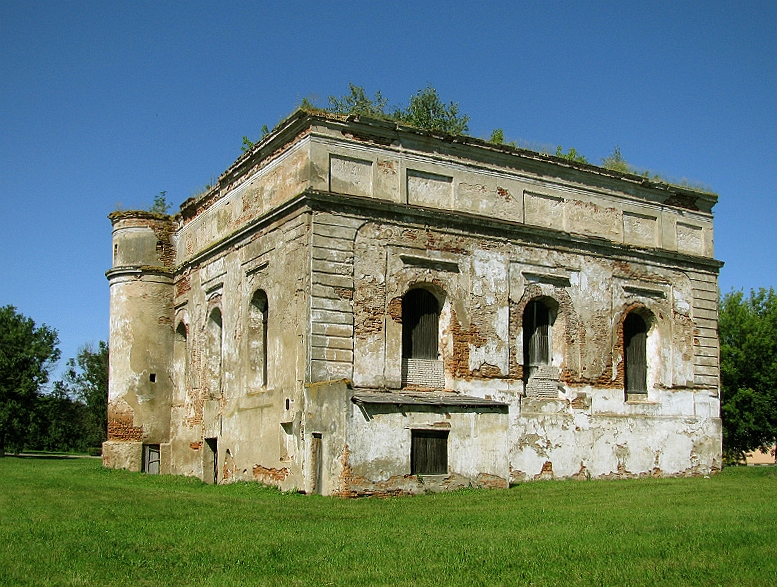
Колишня синагога
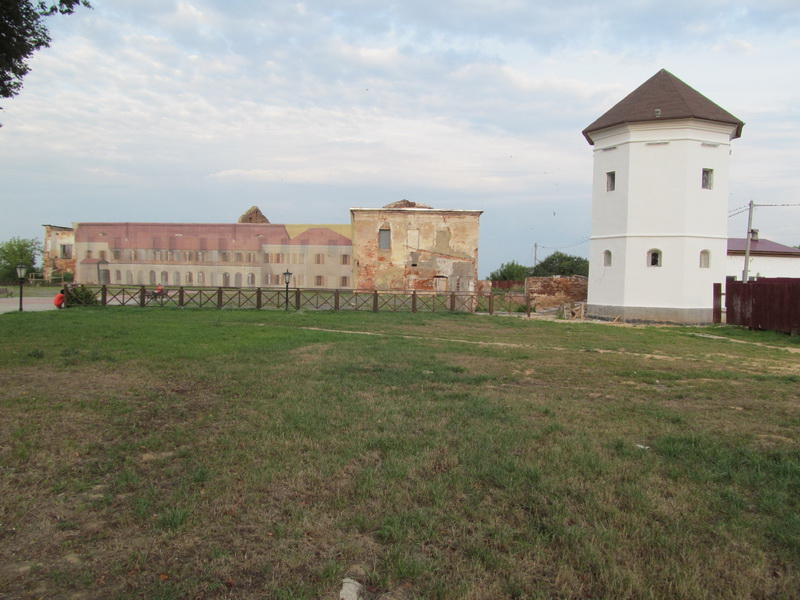
Бихівський замок
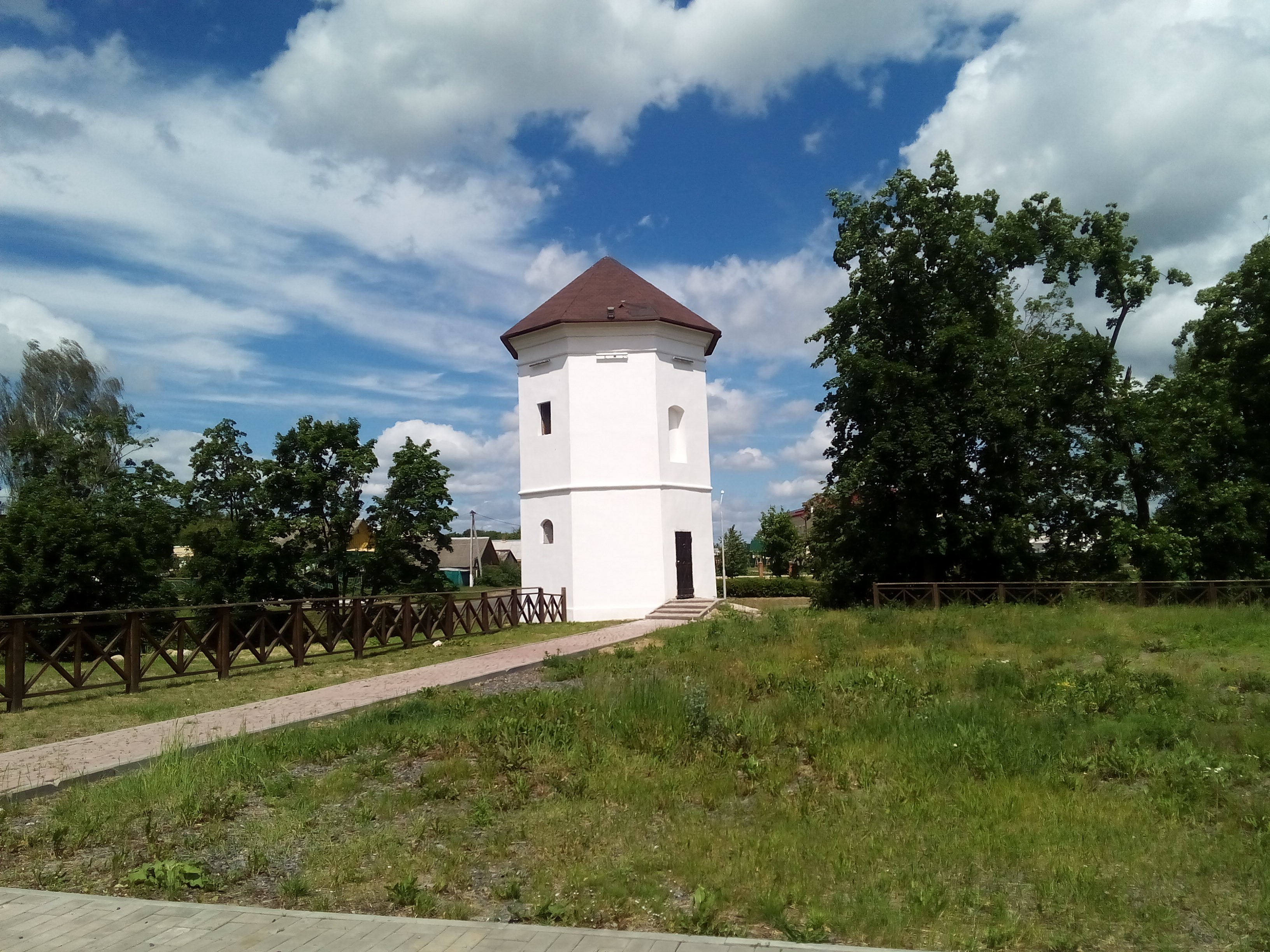
Одна із вцілілих веж Бихівського замку
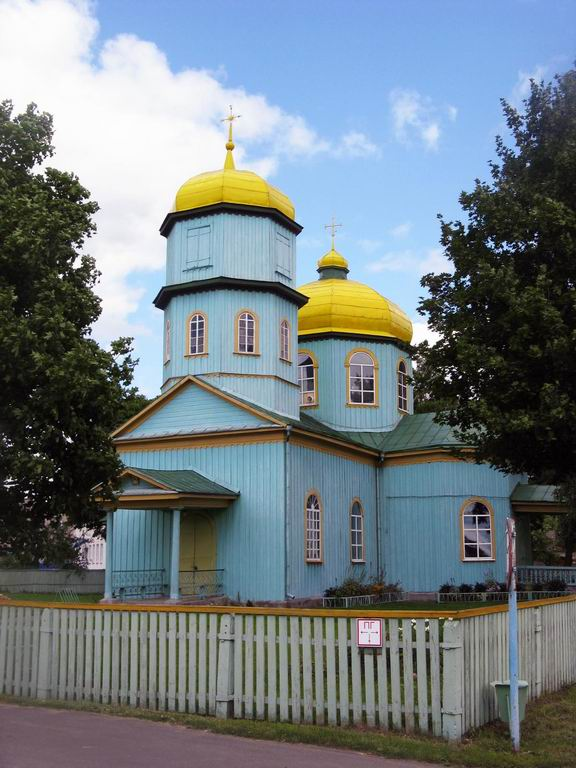
Свято-Троїцька церква